# 普拉爾峰
24°11′15″S 68°03′15″W / 24.18750°S 68.05417°W

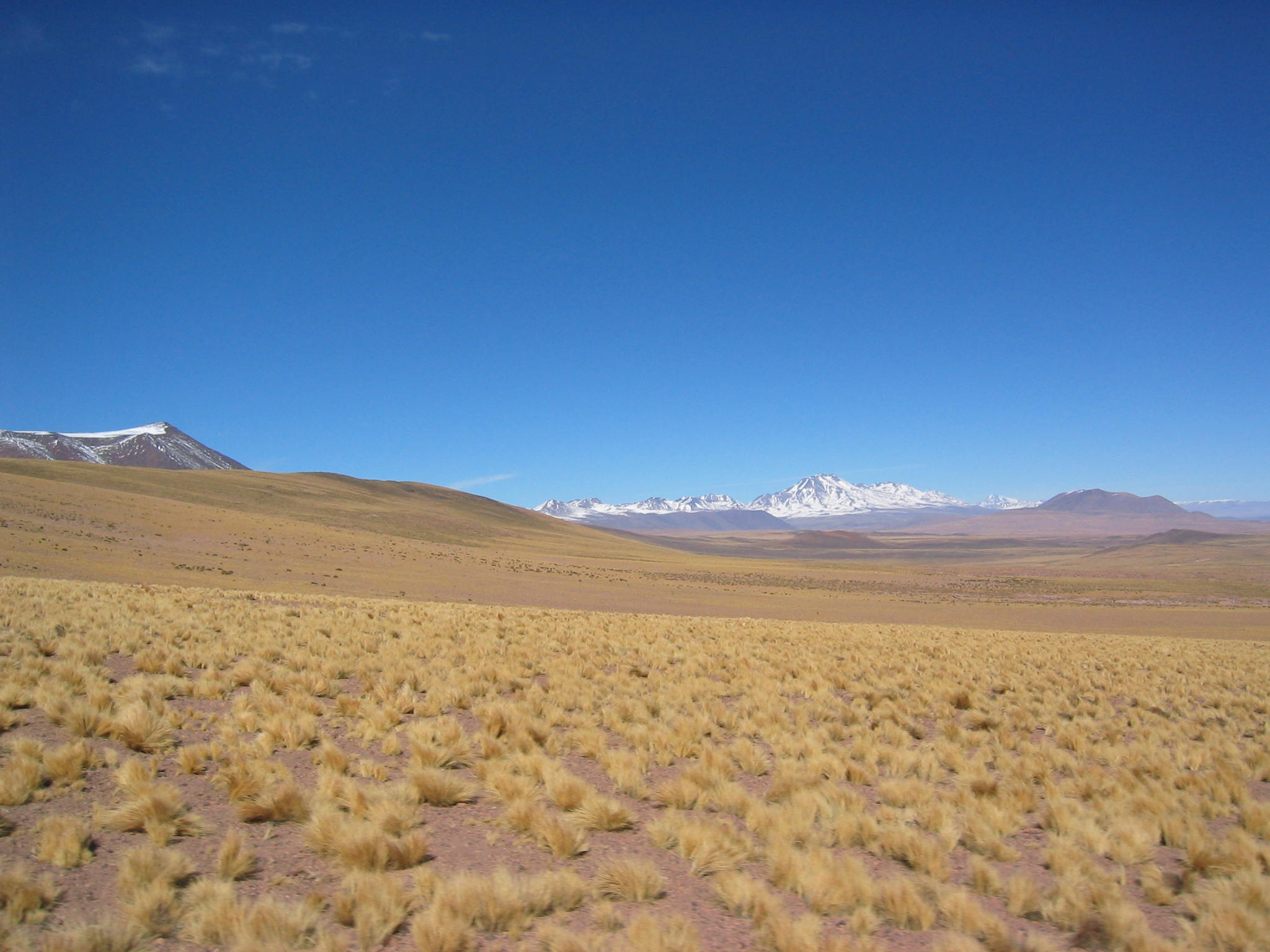

普拉爾峰是智利的火山，位於該國北部安托法加斯塔大區，屬於安第斯山脈的一部分，毗鄰與阿根廷接壤的邊境，海拔高度6,233米，人類在1972年首次成功登頂。